# 末基劳：英雄崛起
《末基劳：英雄崛起》，是一部于2022年上映的马来西亚史诗传记电影，由三苏尤索夫执导，并根据与英国殖民者作战的彭亨马来战士末基劳的真实故事改编而成。
电影在上映的第13天，以5300万令吉创下马来西亚本地电影的最高票房纪录。上映第17天，荣登2022年马来西亚电影票房冠军，也是有史以来票房收入最高的马来西亚电影。马来西亚票房最高的电影

## 剧情
故事发生在1892年，时值彭亨处于英国殖民统治之下，马来联邦成立的三年之前。英国人通过对当地商人征税和收割人民的农产品，以及干涉他们的习俗和宗教事务，来剥削属于彭亨马来子民的财富。为了不让英国人的野蛮行径在彭亨蔓延，以及本着保卫家乡和进一步从英国殖民地中解放出来的精神，末基劳与他的父亲督牙也，以及他们的伙伴与英国政府进行了艰苦的斗争，使得英国人蒙受压力和损失，最终冲突演变成一场激烈的战斗。

## 演员名单
《末基劳：英雄崛起》 由众多本地知名演员参演。
- 阿迪布特拉 饰演 末基劳（Mat Kilau）
- 贝多古薛里 饰演 华希（Wahid）
- 法达阿敏 饰演 阿旺（Awang）
- 佐汉阿沙里 饰演 雅信（Yassin）
- 拉欣拉扎里 饰演 依曼波督（Imam Bottoqh）
- 嘉拉鲁丁哈山 饰演 哈芝莫哈末（Haji Muhammad）
- 南农 饰演 哈芝苏隆（Haji Sulong）
- 法拉阿末 饰演 扬仄（Yang Chik）
- 万哈纳菲苏 饰演 督牙也
- 雅燕鲁贤 饰演 多加（Toga）
- 阿里加里米 饰演 伯拉欣（Brahim）
- 扎里纳再诺丁 饰演 罗基雅（Rokiah）
- 沙哈鲁丁淡美 饰演 拿督峇哈曼
- 基尔拉曼 饰演 乌索（Usup）
- 艾莉苏丽雅蒂 饰演 雅信的母亲莎玛（Salmah）
- 西叻阿沙哥夫 饰演 西都（Shidu）
- A. 加叻 饰演 德里士伯（Pak Deris）

## 制作

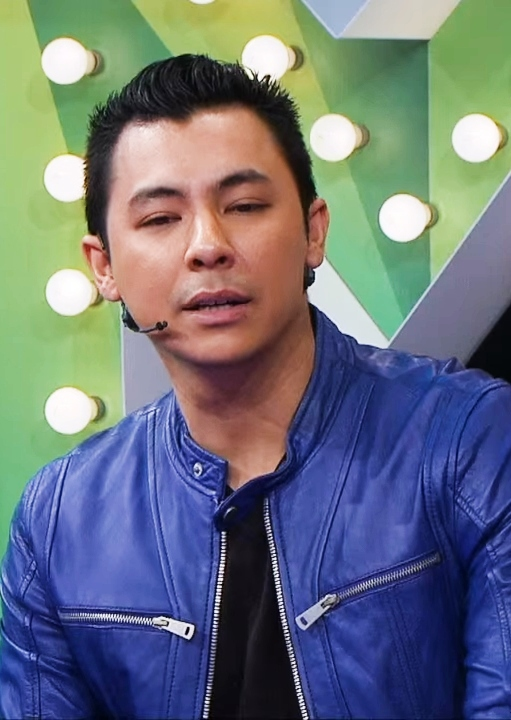
《末基劳：英雄崛起》导演三苏尤索夫

《末基劳：英雄崛起》 是三苏尤索夫首部执导但没有出演的电影。2017年8月，他宣布有意执导一部关于民族英雄历史的史诗电影。2018年3月8日，在八打灵再也举行的《吉隆坡特警》电影放映礼上，三苏尤索夫宣布他将执导一部历史传记电影，故事将围绕在彭亨反对英国殖民统治的马来战士末基劳展开。导演三苏尤索夫表示，他预计拍摄需要两个月的时间，并涉及近500名演员。该部电影是他将执导的最大作品。
电影的拍摄工作于2018年4月1日正式开始，但由于某些不可避免的内部问题，电影在同年8月而不得不暂停一段时间，直到10月才恢复拍摄。电影于2021年2月完成，但由于2019冠状病毒病疫情而不得不推迟放映。
《末基劳：英雄崛起》总体拍摄工程时长约100日，电影是在霹雳州和其他几个地点进行拍摄，包括彭亨、马六甲和雪兰莪。电影在剪辑阶段被重新制作了两次，直到第3个版本制作完成后才供公众发行，拍摄总成本为800万令吉，其中马来西亚国家电影发展局（FINAS）提供了150万令吉的制作基金拨款和30万令吉的营销基金。

## 发行
《末基劳：英雄崛起》的官方海报于2022年5月13日揭幕，而其官方预告片于2022年6月16日发布。电影试映仪式于同日在嘉通院线（GSC）举行，出席者包括前首相马哈迪·莫哈末和夫人茜蒂哈斯玛。影片于2022年6月23日起在马来西亚90家电影院正式上映。
电影的成功和大受欢迎获得进军印尼电影市场的机遇。《末基劳：英雄崛起》于2022年8月31日起在印尼200家影院上映。首映式于2022年8月26日在首都雅加达举行。
《末基劳：英雄崛起》也于2022年9月16日登陆全球影片服务平台Netflix上映。Netflix此前在8月25日以祝贺2022年马来西亚日向制片商提出了700万零吉的费用购买播放权。印尼的Netflix用户则延至10月14日才能观赏，因为该电影正在当地影院上映中。

## 票房
《末基劳：英雄崛起》在上映首日就成功收获100万令吉票房，荣登首日票房最高的马来史诗电影。上映第3天，获得了700万令吉的票房。上映第4天，收获1200万令吉的票房，登上大马周末票房榜冠军宝座。上映7天内，票房达到2330万令吉，击败同期上映的《小黄人》、《侏罗纪世界：统霸天下》、《猫王》和《壮志凌云：独行侠》一众好莱坞电影。上映第13天，创下5300万令吉的票房收入，打破此前由2018年恐怖电影《伪信者2》保持的3770万令吉的本地票房的最高纪录。上映第17天，收獲6100万令吉，成功挤下《奇异博士2：失控多重宇宙》在國內4720万零吉的票房記錄，成为2022年馬來西亞最卖座电影。
在全球总票房方面，在上映第27天，收获8400万令吉收入，并在电影仍然大受欢迎的情况下，一些好莱坞电影不得不推迟上映。上映第33天，连续5个星期保持在每周票房榜第一名，并获得9000万令吉的全球总票房收入。该记录也打破了《复仇者联盟4：终局之战》此前在马来西亚保持的8700万零吉的最高票房记录。上映第40天，收获1亿令吉的票房收入，电影的成功促使进入印尼市场上映。上映第42天，继续稳占每周票房总冠军。

## 评论

### 正面评论
《末基劳：英雄崛起》电影获得马来西亚政治人物与马来统治者的一致好评。雪兰莪苏丹沙拉弗丁指出，电影强调了马来人之间的分裂是如何为外来者的控制铺路。苏丹陛下鼓励全国人民应该观看该电影，尤其是马来社区，因为该电影传达了一个信息，即种族的力量在于团结和对伊斯兰教的奉献精神。国家元首苏丹阿都拉表评电影引发的现象堪称典范，可为国家电影业提供灵感，并赞叹制片公司、生产线、演员的演技呈献出高质量的影片，对此感到与有荣焉。
彭亨州务大臣旺罗斯迪表评，这部电影证明，当今这一代人迫切需要像末基劳电影这样的媒介，为自己注入民族主义和爱国主义的精神。彭亨州青年、体育、非政府组织及人力资源委员会主席莫哈末佐哈里（Mohd Johari Haji Hussain）也认为该电影提升了彭亨英雄末基劳的形象，电影的上映能激起年轻人爱国精神，主角经电影打磨后也更能清楚地描绘出其之前所做的斗争。马来西亚通讯及多媒体部副部长扎希迪表评，电影所传达的信息对自由战士为使国家摆脱殖民主义的束缚而付出的艰辛具有重要意义，而在COVID-19大流行的背景下，马来西亚人为帮助国家对抗疫情而做出的牺牲也被认为是一场伟大的斗争。
末基劳的后裔莫哈末阿哈马迪（Mohd Alhamadi Abu Bakar）也对电影整体给予正面评价。他认为如果电影在制作过程中做了仔细研究，其历史元素能为后世参考。他也评价该电影为国家电影业帶来了良好发展，也可以恢复国民对国家的自豪感。虽然电影有部分是虚构，但电影没有玷污他祖父作为反抗英国殖民者的战士的形象。

### 中立评论
马来西亚电影发展局首席执行长莫哈末纳西尔（Mohd Nasir Ibrahim）对电影给予好坏参半的表评。对于该电影对主角的刻画引起批评一事，他表示当电影涉及历史人物时，必须进行彻底的研究，例如他们的性格、长相、口音、走路方式和坐姿。他以1982年好莱坞的传记电影《甘地传》的表演者本·金斯利为例，饰演者拼尽全力以便能够表现出印度公民心中对于甘地的形象。但同时他也祝贺这部电影表现出色，希望能进一步激发人们对其他本地电影的兴趣。
人民公正党宣传主任三苏依斯干达认为《末基劳》的叙事的确存在马来民族主义，且立场倾向巫统等马来政党。但他欣赏电影脉络中的两个重要叙事，即反对暴政及反对叛徒。他认为电影表达了在抗争中必有叛徒，需要提防，且不同意执政者像英殖民政府那样的态度执政。

### 负面评论
部分影评人对电影给予负评。《自由今日大马》评论该电影在剧情节奏、拍摄角度以及角色刻画上存在诸多问题。整部电影都建立在末基劳与英国人之间的冲突高潮上，但节奏过于快速，场景之间几乎没有给观众喘息空间，过渡相当突兀，以致很少有时间用于角色发展上。此外，电影拍摄角度凌乱，让人很难分辨出到底发生了什么，此问题在夜间场景中尤其严重。电影也过度刻画英国人及其盟友的反派表现，台词滑稽邪恶，剧中人物说话也不像正常人，而其行为更是像机器人。电影简单粗暴，角色每隔几分钟就会说出关于爱国主义、荣誉与牺牲的台词，剧情还需要剧本医生协助改善才行。
《当今大马》特约作家吴小保也批评“这是一部非常难看的电影，要演技没演技，角色塑造扁平，剧情又简化到极致，武打场面也不见得精彩”。他指出电影中在殖民主义入侵马来土地叙事隐含“多元对抗单元”的深层结构，但电影并不客观陈述，而是予以道德化，极尽所能地把“多元”描绘成凶残的入侵者，反之对“单元”的描述则是散播悲情，突出抗争者的勇武和道德精神。他认为电影叙事结构与手法并不独特，与李小龙丶叶问等电影的呈现手法或人设也多有雷同。电影的成功之道在于马来民族主义作祟。《末基劳》中以肉身抵挡殖民主义外敌的尚武精神和马来右翼丶马来主权论的结合，与中国民族主义共享病症，因自卑而自大，因忧患而偏执，从而赶不上时代的进步。
《中国报》专栏作家甘德政评论电影里的马来战士在武器装备极端落后的劣势下，以传统武术Silat、短剑Keris以及伊斯兰底蕴的精神力量，重挫侵略者的嚣张气焰，让观众看得高潮连连。然而实史上英国人远渡重洋带来殖民的资本主义意识形态，对厌倦了靠打打杀杀的日子过活的华裔社团来说，基本上都乐于生活在西方的社会制度下，并潜移默化接受了殖民主子的「分而治之」统治方式。而大部分马来贵族遇上英国人带来的资本主义时，其实也和华人一样没有太多抗拒。电影主人公高举民族主义大旗来反抗殖民主义，很大程度只是一厢情愿的历史幻想。

### 反应评论
《末基劳：英雄崛起》在影视平台Netflix上映后，在马来西亚受到褒贬不一的反应，尤其在Twitter和YouTube以负面的批评居多。观众多对糟糕的摄影质量和教科书式的剧情进行抱怨。不过也有一些正面评论称，尽管受到许多批评，电影直到9月19日在Netflix上排名第1。前电视主持人菲纳兹尤努斯（Finaz Yunus）则对许多观众冷嘲热讽的态度进行缓和，表示观众理应提出建设性的批评，而不是居高临下的侮辱，也强调观众需要关注的是电影想要传达的爱国信息。
《末基劳：英雄崛起》在Netflix海外区域/国家获得不错的排名，尤其是在摩洛哥、尼日利亚和罗马尼亚等国家/地区的Netflix最受欢迎的10部电影中排名第4。此外，在巴哈马、塞浦路斯、芬兰、土耳其、希腊、香港、挪威、葡萄牙、越南、菲律宾、秘鲁等多个国家的Netflix上排名前10。而在2022年9月12日至18日在Netflix上映的全球10大非英语电影中，本片以每小时397万次观看次数排名第5。电影也在以色列成功进入Netflix受欢迎的五部电影之列。

## 未来计划
2022年8月13日，马来西亚通讯及多媒体部副部长扎希迪宣布，该部门将与印尼合作制作一部历史电影，作为《末基劳：英雄崛起》的续集。10月，制片商探索工作室的制片人兼董事总经理拉曼达利（Rahman Dali）在与媒体的见面活动中透露，电影的续集将会以前传的形式制作，而导演三苏尤索夫和电影《末基劳》的两位主要演员阿迪布特拉和贝多古薛里将不会参与制作。拉曼达利表示，两位演员的缺席是因为他们的角色与最新的前传故事情节沒有关联，而三苏尤索夫是因为他想给其他导演一个机会。

## 奖项与提名
| 颁奖典礼             | 颁奖日期      | 類別           | 獲獎或入圍者         | 結果 | 來源          |
| -------------------- | ------------- | -------------- | -------------------- | ---- | ------------- |
| 第32届马来西亚电影节 | 2022年12月2日 | 最佳男主角     | 阿迪布特拉           | 獲獎 | [ 48 ] [ 49 ] |
| 第32届马来西亚电影节 | 2022年12月2日 | 最佳男配角     | 贝多古薛里           | 獲獎 | [ 48 ] [ 49 ] |
| 第32届马来西亚电影节 | 2022年12月2日 | 评审团特别奖   | 《末基劳：英雄崛起》 | 獲獎 | [ 48 ] [ 49 ] |
| 第32届马来西亚电影节 | 2022年12月2日 | 最高电影票房奖 | 《末基劳：英雄崛起》 | 獲獎 | [ 48 ] [ 49 ] |

## 争议

### 未遵守FINAS信用条款
《末基劳：英雄崛起》虽然接受了马来西亚电影发展局（FINAS）提供的编辑帮助和资金援助，但制片商探索工作室有限公司未在电影结尾播放的赞助名单放上FINAS标志，以及在电影相关的印刷材料中包含该机构的标志。探索工作室被指责未能遵守与FINAS的信用条款，同时也没有遵守作为接受者需要告知有接受信贷事宜的责任，FINAS随即在2022年7月6日指示律师审查电影制片人的信用条款问题。
隔日，电影制片人拉曼达利（Rahman Dali）否认在电影放映7天后才致谢FINAS赞助的指责，表示有关指责仅适用于海报等印刷材料，而非电影，因为在电影完成后插入FINAS的标志的过程相当复杂和耗时。但电影制片人承认疏忽，未在电影放映之前进行详细检查。拉曼达利强调，他的团队无意挑起任何冲突，发表声明只为化解外界对双方的误会，并已向FINAS致信道歉，亦提出与该机构会面的愿望。

### 剧情涉嫌丑化非巫裔
《末基劳：英雄崛起》电影因对少数种族和宗教社区存有争议的描绘，在社交媒体上引起了抨击。例如将马来穆斯林以外的其他种族和宗教成员的角色描绘成反派，引起相关族群的反感。一些希盟国会议员更因为免费派发戏票和发起鼓励民众观看电影的举动，引起了其支持者的诟病。
《当今大马》在社论发布电影爱好者艾伦（Terence Aaron）的影评，批评《末基劳》电影为一部「民族主义电影」，独尊马来民族主义，贬低其他族群。他举例有一位华人角色按照刻板印象被设计成狡诈的华人，却没有推进剧情的作用，只是在电影尾声被残忍杀害，似乎只是要发泄对华裔社群的不满。另有一个来自婆罗洲的角色，电影暗示他与砂拉越第二任白人拉惹查尔斯布洛克亲近，借此影射砂拉越人都乐于当英国人的杀手。电影也把锡克族描绘成英国殖民者的雇佣兵。他批评《末基劳》不负责任，在电影里炒作马来民族主义情绪，只会进一步分裂国家。不过该影评者在脸书的原贴随后遭到网友围剿，最终他决定关闭该贴文的留言区。
马来西亚锡克联合会也批评，电影《末基劳》把非马来人与非穆斯林描绘成坏人。虽说是历史改编电影，但当中一些虚构的成分足以造成种族与宗教误解。电影突显马来精神，马来人矢志捍卫马来土地，将其他族群与其他宗教的信徒刻画成坏人，尤其是电影中戴头巾的锡克裔英军对付老人、小孩和无助民众。但即使是在战争中，锡克教也严禁信徒杀害老幼妇孺和手无寸铁的人。电影虚构的情节令人反感且伤害锡克人的情感。随后国家电影发展局主席祖莱娜慕沙（Zurainah Musa）回应，只要遵守政府的相关法规，该局不会妨碍或限制任何人产制电影，但呼吁从事创意产业业者必须对国内观众保持敏感，尊重多元文化与宗教的环境。

## 轶事
- 2022年7月28日，为祝贺《末基劳：英雄崛起》取得马来西亚有史以来最高销量的成就，制片商探索工作室（Studio Kembara）宣布决定奖励其电影团队免费前往麦加朝圣。同时，作为社会责任的一部分，在电影播放完毕后，制片商也为与全国各地的孤儿分享利润，例如提供奖学金[58]。
- 2022年7月29日，为记念与英国殖民者作战的民族战士末基劳，彭亨州摄政王东姑哈山纳颁发圣月元旦领袖奖（Tokoh Maal Hijrah）给予末基劳的后裔莫哈末阿哈马迪（Mohd Alhamadi Abu Bakar），并赠予10,000令吉支票和荣誉证书，以表扬后者和他祖父在彭亨的贡献[59]。
- 作为庆祝2022年马来西亚独立日庆祝活动的一部分，吉兰丹则郎鲁古国民中学举行马来战士末基劳反抗殖民主义的表演会，同时也组织其它爱国表演，以灌输爱国精神的各种活动[60]。
- 2022年8月22日，VNG Games宣布将末基劳加入手游「万王之王」《King of Kings》 (KON) 中的角色之一[61]。
- 影片海报在社交平台被恶搞。有网民将海报进行修图，以讽刺因涉及一个马来西亚发展有限公司丑闻（1MDB）而被判入狱的前首相纳吉·阿都拉萨，并吸引饰演末基劳的阿迪·布特拉亲自回应[62]。

## 影响
《末基劳：英雄崛起》的成功引起对于政府征收娱乐税的讨论。电影制作人兼导演三苏尤索夫表示，25%的娱乐税对于制作成本越高的电影越是一种负担，他呼吁政府应将娱乐税降低到15%，马来西亚电影制片人协会也持相同意见，敦促政府降低娱乐税。此外，也对电影制作人与放映商之间就利益分配的问题提出建议，要求电影院运营商和电影制片人以五五比例分享收益，直到电影落幕为止。马来西亚电影业规定，当电影院放映影片一周时，制作人与运营商以五五比例分享收益，第二周则以四六比例分成，以此类推。通讯及多媒体部副部长扎希迪在一场记者会上表示，25%的娱乐税太高，对艺术领域和电影业造成负担，将商议与地方当局讨论，以免收取高额费用。娱乐税的收取归地方政府管辖范围。